# 総体革命
総体革命（そうたいかくめい）は、宗教団体創価学会が1960年代以降に採用した無血革命路線。

## 概要
司法、行政、外交、経済、教育、マスコミなど各分野に、創価学会員を送り込み、情報収集、権力掌握に努め、公明党が政権を掌握した暁には、その国家機構を支えるという、創価学会が社会を支配する為の無血革命の計画群の総称である。
なお、創価学会として公式に発表したものではない為、新潮文庫をはじめとするメディアが元創価学会員であり、創価学会に対するヘイト活動を展開している乙骨正生氏が造った造語であるという見識もある。
警察への浸透方法として警部や警部補などの現場の指揮者を会員で占める構想が語られ、1995年に民社党元委員長の大内啓伍が警察関係者から警視庁には創価学会員の警察官が4000人いると聞かされたと証言している。
自衛隊も創価学会員が多いとされ、2014年時点で1佐を筆頭に陸・海・空で幹部自衛官に創価大学出身者が増えてきたとの証言もある。
創価学会学生部に法学委員会という部門を設置し、会員から判事・検事・弁護士の法曹三者、キャリア官僚、外交官、公認会計士らを大勢誕生させる特別プロジェクトを行い、大勢の創価学会員法曹・キャリア官僚・公認会計士を輩出する事に成功しており、信田昌男のように地検のトップである検事正にまで登り詰める会員も出ている。
公明党が自民党と連立政権を組んで以降、国土交通大臣を長期間に渡って公明党から輩出しており、学会票がなければ当選できない自民党国会議員が100人以上いると言われるまでになり、国会運営に対して非常に強力な影響力を有しており、創価学会との太いパイプが政治力の源泉とされる菅義偉が内閣総理大臣に就任し、内閣（行政府）に対しても間接的に強力な影響力を有する時代も迎え、総体革命路線は成就したと形容しても過言でない状況を迎えている。